# Pseudis cardosoi
Pseudis cardosoi é uma espécie de anfíbio da família Hylidae. Endêmica do Brasil, onde pode ser encontrada na Serra Geral nos estados de Santa Catarina e Rio Grande do Sul.